# Katya Tasheva
Katya Tasheva (* 20. März 1986 in Warna) ist eine bulgarische Sängerin und Bandmitglied der Berliner Band Rotfront.

## Leben und Wirken
Schon als kleines Kind entdeckte Tasheva ihr Interesse für Musik und Gesang. Nach dem Abitur zog sie nach Berlin, um an der Freien Universität Kommunikationswissenschaft sowie Sozial- und Kulturanthropologie zu studieren. Neben ihrem Studium kam sie in Berührung mit verschiedene volkstümlichen und folkloristischen Gesangsstilen aus den Ländern des Balkans, Lateinamerikas und des Nahen Ostens, aber auch mit Jazz, Soul, Elektronik und Hip Hop. Tasheva schloss sich zahlreichen musikalischen Projekten an, mit denen sie die Möglichkeit hatte, internationale Bühnenerfahrung zu sammeln.
Von 2006 bis 2011 war sie Teil des Bulgarisch-Orthodoxen Chores sowie des Folklorechores Bulgarische Stimmen Berlin, wo sie den Saxophonisten Vladimir Karparov kennenlernte. 2011 wirkte sie mit Bulgarian Voices Berlin und Karparov an der erfolgreichen internationalen Tanz- und Musikproduktion Le Savali von Lemi Ponifasio und Fabrizio Cassol mit. Mit der elektronischen Weltmusik-Band Sonora Milagrosa verband Tasheva Elemente der lateinamerikanischen und balkanischen Musiktraditionen. Ihre Stimme war in der Tanzperformance Gravity der Choreografin Ming Poon zu hören.
2011 gründete sie die Vokalensemble für bulgarische Volksmusik Peperuda, die sich schnell zu einem Berliner Geheimtipp entwickelte und verschiedene Berliner Musiker wie die Bands Ofrin, Knoblauch Klezmer Band und Sängerin Dury de Bagh begleitete. 2013 startete das Projekt Hakafot von Oori Shalev mit ihr als Hauptsängerin beim Jüdischen Musikfestival in Warschau.
Seit 2011 ist Katya Tasheva Hauptsängerin der Bands Rotfront und Mr. Zarko. Seit 2016 ist sie Sängerin des neuen Balkan-Jazz-Projekts Balkan Spirit Ensemble. Neben der rein musikalischen Arbeit ist Katya Tasheva auch im sozialen Bereich tätig. Seit Ende 2015 unterrichtet sie Kinder an der Schule mit besonderem pädagogischem Schwerpunkt Albatros in Berlin-Karlshorst. Des Weiteren ist sie Moderatorin bei Karuna Prevents (Verein für Suchtprävention für Kinder und Jugendliche). Seit Januar 2016 unterstützt Tasheva das Team der Jugendorganisation für Roma und Nicht-Roma Amaro Foro.